# Ivan Bukavšin
Ivan Alexandrovič Bukavšin (rusky Иван Александрович Букавшин; 3. května 1995 – 12. ledna 2016) byl ruský šachista. Ve svých kategoriích se stal trojnásobným přeborníkem Evropy.

## Smrt
Bukavšin zemřel v Toljatti 12. ledna 2016. Zpočátku byla jako příčina smrti stanovena mrtvice. Později byla určena příčina smrti předávkováním (či otravou) drotaverinem.